# Elogio della guerra
Elogio della guerra è un saggio scritto dal giornalista Massimo Fini, redatto nella sua prima edizione nel 1989 da Arnoldo Mondadori Editore.
Il libro tratta il tema della guerra nelle forme e nelle interpretazioni che, secondo l'autore, l'uomo vi ha dato durante i secoli; analizzando le cause, le ragioni, le moralità e le pulsioni che spingono ed hanno spinto i popoli alla guerra e ai conflitti che da sempre hanno imperversato nelle società, dalle più arcaiche alle più moderne.

## Contenuti
Il saggio è suddiviso in 6 capitoli, ognuno dei quali analizza gli aspetti e i rapporti che l'uomo e le società hanno avuto nei confronti dei conflitti.

### La guerra: una storia infinita
Nel Primo capitolo Fini sostiene la tesi che fin dai tempi più antichi per i primi nomadi e per le prime società arcaiche, la guerra fosse un fattore fondamentale di sopravvivenza e autodifesa, che permetteva loro di non essere sopraffatti da altre tribù nemiche; Fini spiega anche come la brutalità e la propensione alla guerra, sia proporzionale al grado di civilizzazione delle società.

### Le ragioni e le pulsioni
Questo capitolo spiega come la politica e gli interessi, prima delle piccole società, poi dei primi popoli mediterranei e infine dei feudatari medievali e degli stati moderni abbiano un ruolo fondamentale nello scatenarsi di conflitti tra comunità o stati, e di come la comunità e i singoli percepiscono nei vari periodi la guerra. Dalla guerra che impegna tutta la piccola comunità per l'autodifesa, agli eserciti romani che sottomettevano popoli di regioni lontane, passando per i cavalieri medievali impegnati in battaglie tra pochi professionisti (bellatores), e arrivando alla guerra totale introdotta dalla Rivoluzione francese che impegna ogni risorsa dello stato alla distruzione totale del nemico, fino alla guerra assoluta del secondo conflitto mondiale che non si limita solo ad impegnare ogni risorsa a favore del conflitto, ma include in esso anche la popolazione civile che quindi per la prima volta su scala mondiale risente della guerra, in termini di privazioni e morte.

### Gli antichi, i cavalieri e noi
Qui l'autore descrive come gli appartenenti alle società nella storia, partecipano alla guerra, dalla partecipazione di tutti gli uomini della comunità arcaica contro il nemico, ai piccoli eserciti medievali di professionisti che esaltavano la guerra come palcoscenico di valori cavallereschi e nobili, fino agli eserciti di massa odierni, molto meno nobili, spersonalizzanti, ma pur sempre formati da gente di ogni classe sociale accomunate dalla costante presenza della morte.

### Piacer figlio d'affanno...
In questo capitolo viene descritto come è cambiato nel corso della storia il rapporto che il singolo ha nei confronti della guerra. Il capitolo descrive l'indifferenza dei contadini medievali per cui la guerra era qualcosa di lontano, combattuta dai nobili per interessi che non sfioravano i contadini che seppur sotto un altro padrone avrebbero continuato a fare quello che facevano. Poi lo scrittore si sofferma soprattutto sulla società industriale e borghese, e di come i rispettivi appartenenti guardano alla guerra da un diverso punto di vista a seconda della classe sociale; un modo per uscire dalla piattezza della vita borghese, oppure un evento disprezzabile per chi nella vita fatica e lavora magari rischiando tutti i giorni in fabbriche malsane e pericolose.
Quindi l'analisi si ferma sull'epoca moderna, in cui il rischio di una guerra nucleare che annullerebbe l'esistenza umana, abbia incanalato le pulsioni umane in atteggiamenti autodistruttivi, psicopatici e violenti.

### La guerra: una storia finita
Qui Massimo Fini si scaglia contro l'avvento della bomba atomica, in quanto elimina ogni possibilità di guerra o conflitto, che per quanto possa essere orribile e crudele, "da un punto di vista soggettivo, è uno sfogo di aggressività naturale, uscita dalla noia quotidiana, essenzialità di sentimenti, solidarietà, uguaglianza [...]".
La guerra tradizionale quindi, non è più possibile, congelata dalla minaccia atomica, che sterminerebe il genere umano, e assume quindi lo status di tabù, e diventa quindi ripugnante e impraticabile.
Questo equilibrio del terrore quindi, è per l'autore, una delle cause per cui la società moderna trova i suoi sfoghi in un proliferare di sottospecie di guerre, come il terrorismo, la guerriglia o la guerra civile, scrive l'autore: "E infatti in questi 45 anni di pace atomica ci sono stati in realtà circa 150 conflitti che però mai hanno preso le forme della guerra, ma quelle di guerriglia o guerra civile, [...] più feroci e crudeli della guerra, [...] perché coinvolgono principalmente fanatici o uomini esasperati, spinti da odio ideologico o religioso".
Secondo l'autore questa pax atomica, basata sul ricatto atomico, ha permesso alle due superpotenze di controllare e soggiogare la maggior parte degli stati a proprio piacere per oltre quarant'anni, e di impedire a questi di avere il ricambio delle classi dirigenti che una guerra impone alla sua fine.

### Baby is born
Così l'autore cita Louis Pasteur, parlando di come appunto la tecnologia ha eliminato il ruolo umano nella guerra, in virtù dei miglioramenti tecnici che porta la guerra ad essere un fatto di macchine, che ha avuto il suo massimo con l'atomica, che ha cancellato qualsiasi dialettica offesa-difesa, perché è un'arma che distruggerebbe il genere umano.
Genere umano che invece, secondo l'autore, ha bisogno della guerra, ne ha bisogno per canalizzare la violenza, per dirigere gli impulsi, per dare una svolta alla propria vita; esigenze che invece ora sono represse dalla minaccia di una rappresaglia atomica.

## Edizione
- Massimo Fini, Elogio della guerra, 5ª edizione, Marsilio Editori, 2004.